# W Hydrae
W Hydrae (W Hya) es una estrella gigante roja situada en la constelación de "Hydra (cinco grados al suroeste de π Hydrae), que se encuentra a 373 años luz de la sistema solar. Es una variable semirregular, que cambia su magnitud aparente entre 5,7 y 10,0 en 361 días.
Los primeros estudios de la variabilidad de W Hydrae de finales del siglo XIX fueron: en 1889 Edwin Sawyer determinó el periodo de variabilidad. Algunos astrónomos han considerado un período de estrella variable largo, a pesar de su variabilidad característica se la considera una variable Mira, pero algunos científicos han especulado que la fase anterior a la variable Mira, fue de variable semirregular, durante la evolución de la estrella, a lo largo de la rama asintótica gigante, W Hya por lo tanto estaría en la transición entre las dos clases de variables.
Hya W es una poderosa fuente maser, una radiación similar a la del láser pero emitida en la longitud de onda de las microondas. La fuente de esta radiación se obtiene principalmente mediante moléculas presentes en cantidades considerables en la "atmósfera estelar, los iones hidroxilo (OH), agua (H2O) y silicio (SiO). La emisión de la SiO ha determinado su origen en una región comprendida entre la fotosfera y una región donde las estrellas se forman a partir del polvo de la estrella situada a una distancia igual a tres veces su radio. Se estima la distancia del agua a una distancia de alrededor de 15 unidades astronómicas (UA) de la superficie estelar, mientras que la emisión por los iones de hidróxido en cientos de UA La emisión de esta última es un buen indicador del ritmo de pérdida de masa de la estrella, normal en esta etapa de desarrollo.

## Agua y Masas de Polvo
La estrella muestra signos de emisiones de agua, lo que indica la presencia de un ancho disco de polvo y vapor de agua Estas emisiones cubren una zona que abarca unas 10.7 UA lo suficientemente lejos como para abarcar la nube de Oort en el sistema solar.